# Kraj Donji
Kraj Donji falu Horvátországban Zágráb megyében. Közigazgatásilag Marija Goricához tartozik.

## Fekvése
Zágrábtól 25 km-re északnyugatra, községközpontjától 2 km-re nyugatra, a Szutla völgyében, a szlovén határ mellett fekszik. Itt halad át a Zágráb-Kumrovec vasútvonal, melynek vasútállomása van a településen. Határában híd ível át a Szutlán a szlovéniai Rakovec felé.

## Története
A falunak 1857-ben 278, 1910-ben 343 lakosa volt. Trianon előtt Zágráb vármegye Zágrábi járásához tartozott. 2011-ben 493 lakosa volt.

## Lakosság

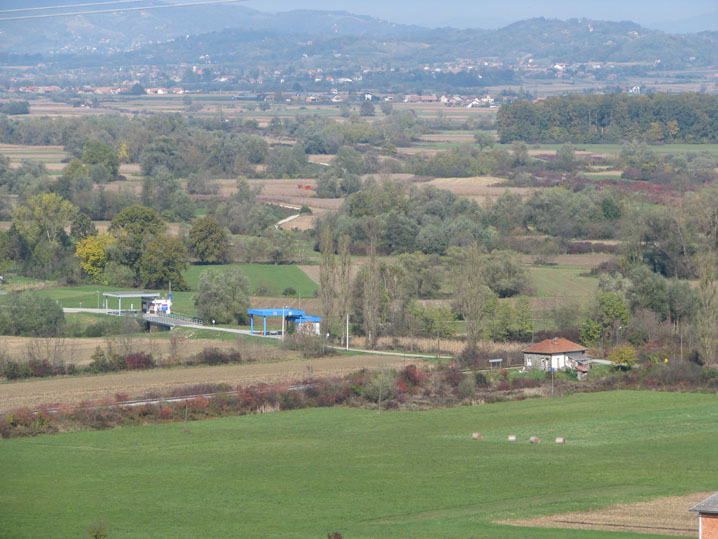
A határátkelő előtérben a vasútállomással

| Lakosság változása | Lakosság változása | Lakosság változása | Lakosság változása | Lakosság változása | Lakosság változása | Lakosság változása | Lakosság változása | Lakosság változása | Lakosság változása | Lakosság változása | Lakosság változása | Lakosság változása | Lakosság változása | Lakosság változása | Lakosság változása |
| ------------------ | ------------------ | ------------------ | ------------------ | ------------------ | ------------------ | ------------------ | ------------------ | ------------------ | ------------------ | ------------------ | ------------------ | ------------------ | ------------------ | ------------------ | ------------------ |
| 1857               | 1869               | 1880               | 1890               | 1900               | 1910               | 1921               | 1931               | 1948               | 1953               | 1961               | 1971               | 1981               | 1991               | 2001               | 2011               |
| 278                | 301                | 260                | 271                | 302                | 343                | 331                | 368                | 371                | 346                | 395                | 370                | 476                | 458                | 497                | 493                |

## Nevezetességei
- A faluban álló nemesi kúria[4] valószínűleg a 16. század közepén épült. 1596-ban Erdődy Péter vásárolta meg Tahy Istvántól 3500 forintért. A 17. század elején a Rátkai család örökölte meg. A fennmaradt urbárium szerint Rátkai György idejében 1612 és 1666 között 11 egész, két fél és egy negyed jobbágytelek tartozott a birtokhoz összesen 24 jobbággyal. Később több tulajdonosa is volt, ma a Šporčić család tulajdona.
- Határátkelő Szlovénia (Rakovec) felé.

## Külső hivatkozások
Marija Gorica község hivatalos oldala